# 8931 Hirokimatsuo
8931 Hirokimatsuo (1997 AC4) là một tiểu hành tinh vành đai chính được phát hiện ngày 6 tháng 1 năm 1997 bởi T. Kobayashi ở Oizumi.